# Елена Ангелина Дукаина
Елена Ангелина Дукаина (ок. 1242 — 14 марта 1271, Ночера-Инферьоре) — королева Сицилии, вторая жена Манфреда Сицилийского.
Елена была дочерью эпирского деспота Михаила II. Её брак с Манфдредом Сицилийским состоялся в промежутке между смертью его первой жены Беатрисы Савойской в 1257 году и его восхождением на сицилийский трон 10 августа 1258 года.
Манфред был регентом Сицилийского королевства с 1254 года, правя от имени своего племянника Конрадина.
В 1256 году никейский император Феодор II Ласкарис захватил принадлежавший Эпиру Дуррес, но в следующие два года город и его окрестности были захвачены Манфредом Сицилийским. У Михаила II оставались претензии на Дуррес, но он был занят подготовкой к осаде Фессалоники.

## Помолвка
Приданым Елены стали права на Дуррес и все прилегающие территории, включая остров Корфу; в итоге Корфу стал единственным реальным территориальным приобретением Манфреда. Свадьба улучшила отношения между двумя государствами, чьим противником становилась Никея.

## Семья

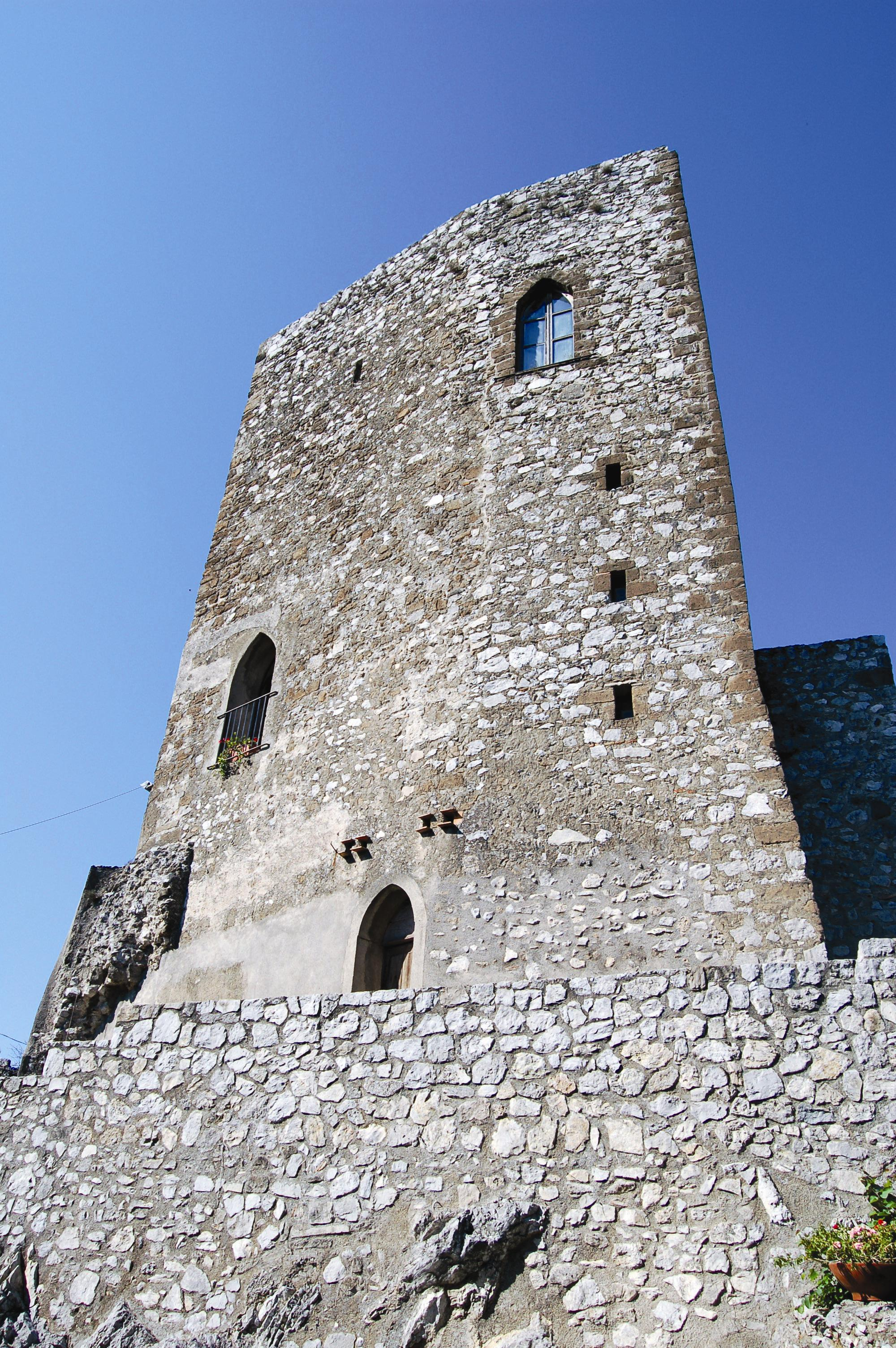
Башня замка в Ночера-Инферьоре

У Елены и Манфреда было пятеро детей:
- Беатриса (ок. 1258 — до 1307), сначала вышла замуж за Райнера Герадеска, впоследствии стала женой Манфреда IV Салуццского.
- Федериго (ок. 1259 — последний раз упомянут живым в 1312).
- Энрике (ок. 1260 — 31 октября 1318).
- Энцио (ок. 1261 — ок. 1301).
- Флорделия (ок. 1266 — последний раз упомянута живой в 1297).

Манфред был убит в битве при Беневенто 26 февраля 1266 года, сражаясь против своего соперника Карла I; Елена была пленена Карлом. Она прожила пять лет в заточении в замке в Ночера-Инферьоре, где и скончалась в 1271 году.